# Edgar Röhricht
Edgar Röhricht (16 de junio de 1892-11 de febrero de 1967) fue un general alemán durante la II Guerra Mundial que comandó el LIX Cuerpo. Fue condecorado con la Cruz de Caballero de la Cruz de Hierro. Röhricht se rindió a las tropas Aliadas en 1945 y fue retenido hasta 1947.

## Condecoraciones
- Cruz de Caballero de la Cruz de Hierro el 15 de mayo de 1944 como Generalleutnant y comandante de la 95. Infanterie-Division[1]